# Động vật ăn thịt

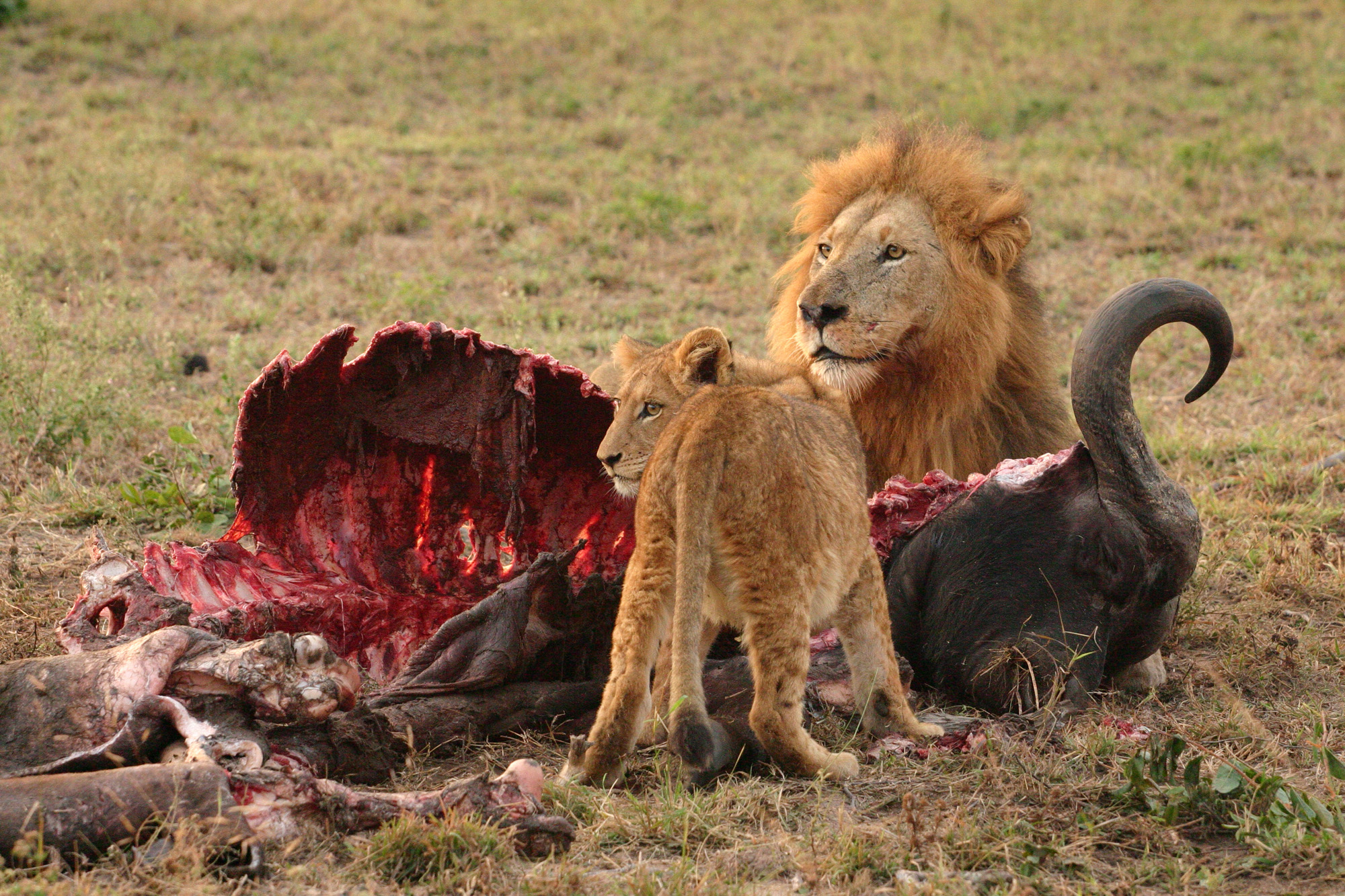
Sư tử là động vật ăn thịt bắt buộc; chúng cần 7 kilogram (15 lbs) thịt một ngày. Thành phần chính trong chế độ ăn của chúng thường là thịt của những loài động vật có vú lớn, ví dụ như con trâu rừng châu Phi này.

Động vật ăn thịt là sinh vật sống dựa chủ yếu vào việc ăn thịt mô các loài động vật khác, dù thông qua việc săn mồi hay nhặt mồi. Những động vật phụ thuộc hoàn toàn vào nguồn thịt tươi được gọi là động vật ăn thịt bắt buộc (hay động vật ăn thịt toàn phần), trong khi những động vật ăn cả những thức ăn phi động vật được gọi là động vật ăn thịt tùy ý (hay còn gọi là động vật ăn thịt cơ hội hay động vật ăn thịt bán phần). Động vật ăn tạp tiêu thụ cả thức ăn từ động vật và thức ăn không phải từ động vật, tuy nhiên không có một tỉ lệ phân chia rõ ràng nào về thức ăn động vật và thực vật để phân biệt động vật ăn thịt tùy ý và động vật ăn tạp.